# Alstom Aytré
Pour les articles homonymes, voir EIC.
L'usine Alstom d'Aytré est une usine de construction ferroviaire du groupe français Alstom. 
A l'origine, elle est créée en 1918 par la   Middletown Car Company. En 1920 , la  compagnie des Entreprises industrielles charentaises (EIC) lui succède. Elle est alors spécialisée dans la construction de matériel roulant ferroviaire. 
Elle disparait rachetée par la société Brissonneau et Lotz en 1956. 
L'usine créée en 1918, par l'entreprise américaine, sur le site d'Aytré, à côté de La Rochelle, devient la propriété d'EIC en 1920, puis de Brissonneau et Lotz en 1956, et enfin d'Alsthom en 1972.
En 2009, l'usine est la propriété d'Alstom Transport, filiale d'Alstom, qui fabrique sur le site des remorques de TGV, l'AGC et des tramways Citadis.

## Histoire
L'histoire débute en 1917, avec l'entrée officielle des États-Unis dans le conflit de la Première Guerre mondiale. Afin d'assurer la logistique des armées alliées les américains envoient du matériel ferroviaire, par bateaux, et notamment des wagons en pièces détachées au port de La Rochelle-Pallice. 
Une « commande de 38 000 » unités est passée, par l'État américain, à la Standard Steel Car Company (SSC), deuxième constructeur de matériel ferroviaire du pays. Les autorités militaires américaines installent un unique site de montage en Europe, sous le grand hall du chantier de la gare de La Rochelle et l'étendent ensuite par la réquisition de terrains, sur la commune proche d'Aytré, aménagés en site de stockage. 
En avril 1919, les Forces armées des États-Unis quittant le pays, passent le relais à la Middletown Car Company, filiale indépendante de la SSC. À la fin du conflit, l'État français « rachète 37 852 wagons » et incite la Middletown Car Company à poursuivre son activité en France en installant des ateliers de construction de matériel roulant ferroviaire. 

### Les Entreprises industrielles charentaises

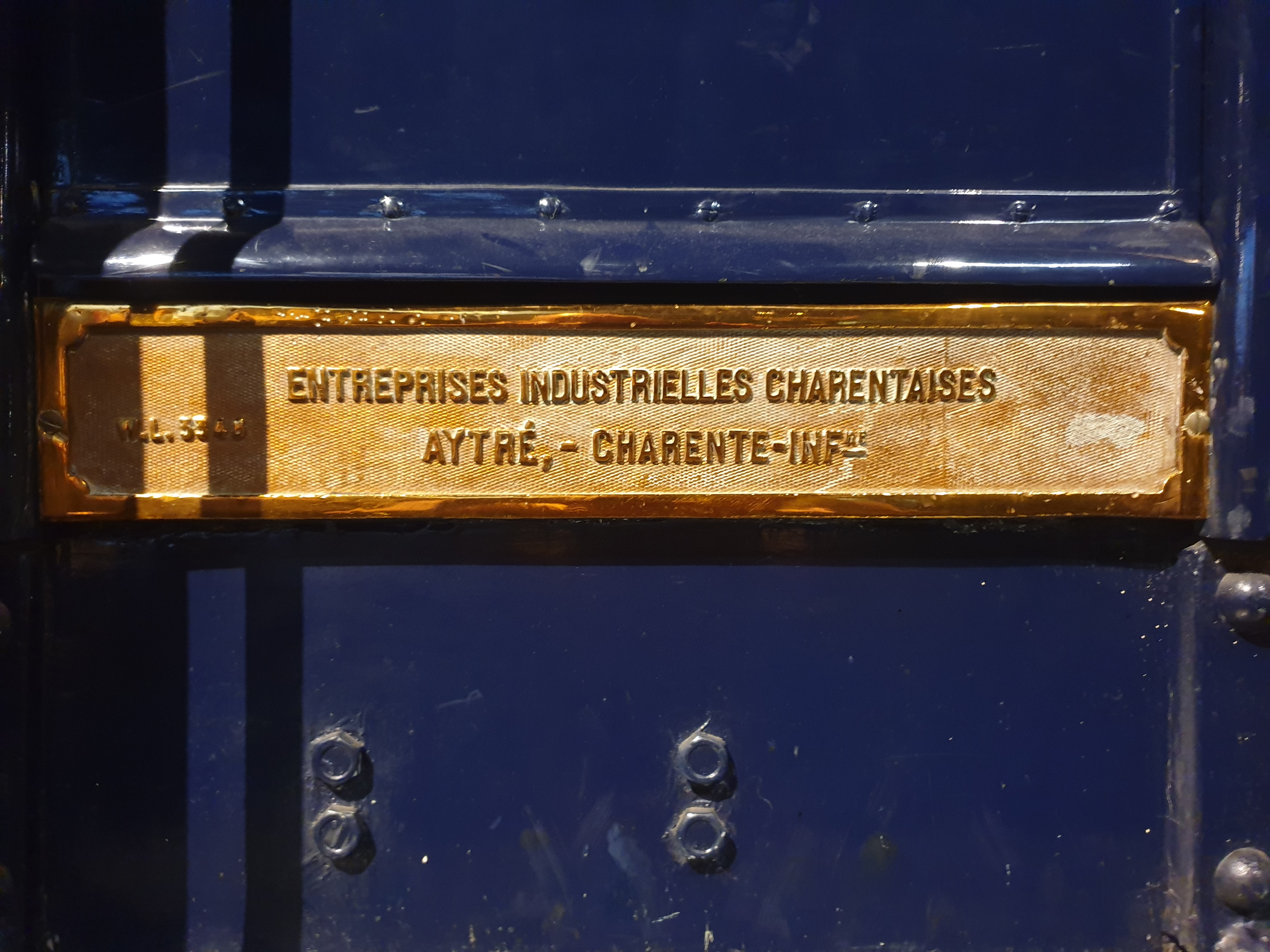
Plaque de constructeur apposée sur une voiture de la Compagnie des wagons lits exposée à la Cité du train à Mulhouse.

La commune d'Aytré soutenant le projet, cela aboutit à la création de la Compagnie des Entreprises Industrielles Charentaises (EIC) et à la construction d'une usine au lieu-dit Bongraine.
En 1930, les Entreprises industrielles charentaises sont acquises par la Pullman Car Company. 
En 1946, elles deviennent propriété de la banque Rotschild.
En 1956, les Entreprises industrielles charentaises (EIC) deviennent la propriété de l'entreprise de construction ferroviaire Brissonneau et Lotz, sise à Nantes et à Creil.

### Depuis 1972: Alstom

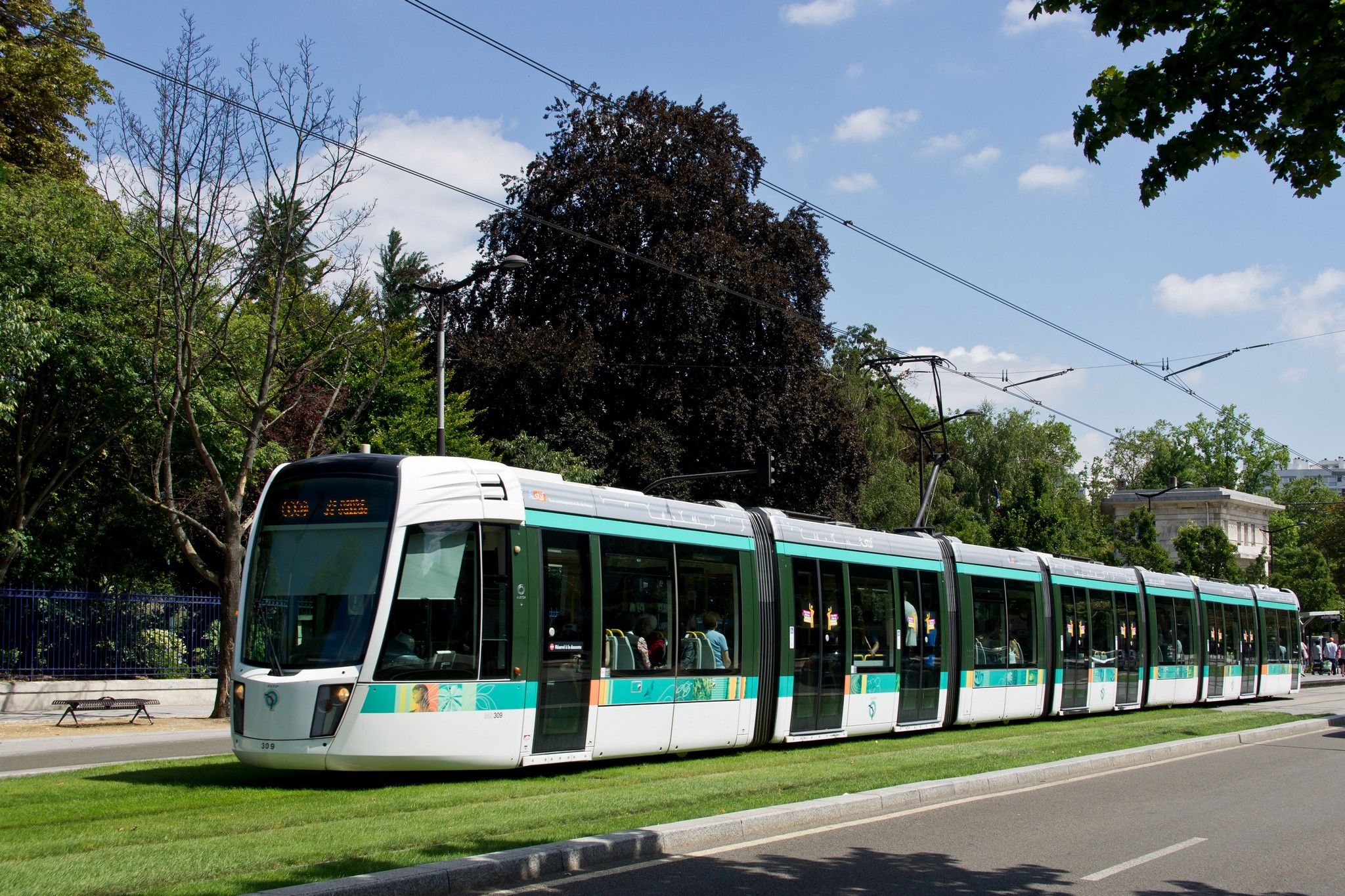
Une rame Alstom Citadis 402 à Paris, conçue et construite à Aytré.

En 1972, l'entreprise est acquise par le groupe français Als-Thom, qui devient Alsthom en 1985, puis Alstom en 1998.
En octobre 2021, Alstom annonce la signature d'un nouveau contrat avec Île-de-France Mobilités et la RATP, pour fournir 37 rames de tramways Alstom Citadis pour la ligne 1 du tramway d'Île-de-France, pour un total de 130 millions d'euros. 
Six sites d'Alstom en France participeront à la construction de ces rames, dont le site d'Aytré qui sera chargé de la conception et de l'assemblage.

## Activités

### Production des Entreprises industrielles charentaises (1920-1972)

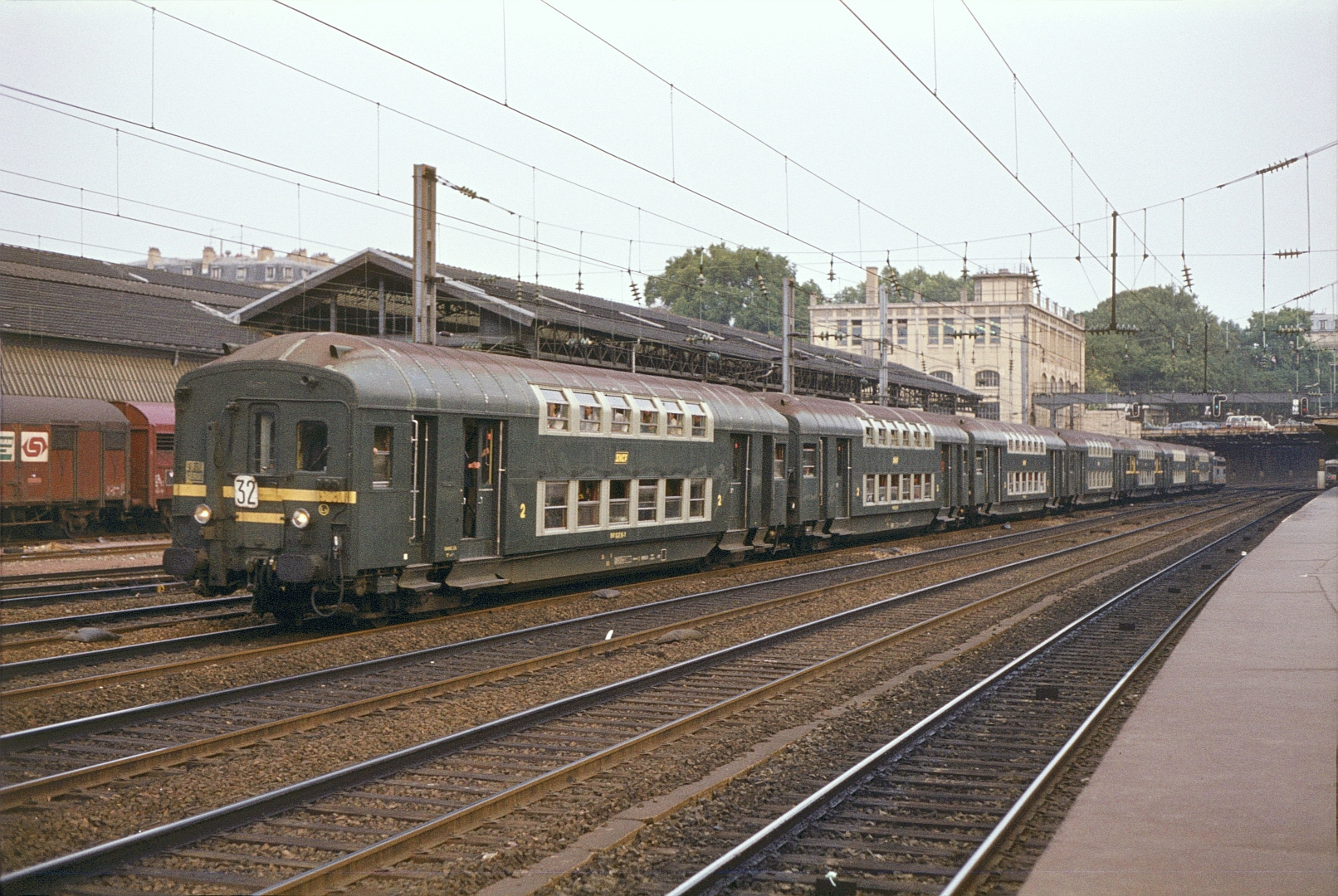
Voiture des chemins de fer de l'État à deux niveaux au Pont-Cardinet, sortant de la tranchée ouverte de la gare Saint Lazare.

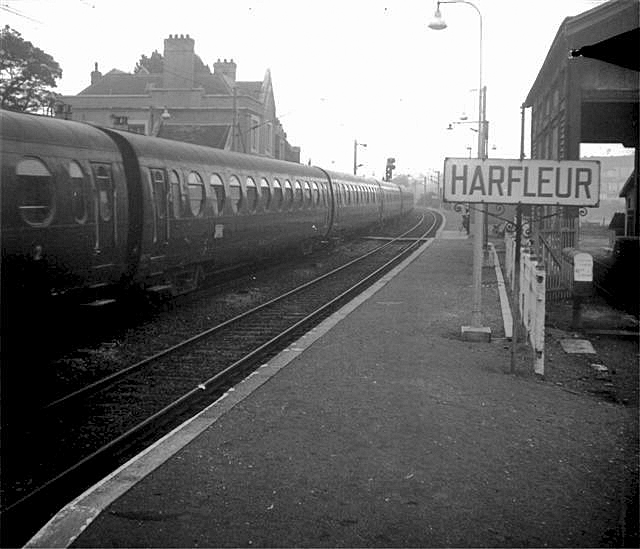
Voiture des chemins de fer de l'État type « Saucisson ».

- voitures pour trains de voyageurs pour les chemins de fer de l'État à deux niveaux ;
- voitures pour trains de voyageurs pour les chemins de fer de l'État type « Saucisson » à caisse galbée ;
- voitures salon pour la Pullman Car Company ; 34 voitures (no 4131 à 4164) ;
- voitures lits pour la Pullman Car Company : no 3608-3627 et 3683-3692 en 1930 et no 3932-3962, en 1950 ;
- autorails dits « Pauline » ou « Charentaise », du nom de leur instigateur Jean-Raoul Paul, directeur de la compagnie des chemins de fer du Midi ;
- caisses métalliques pour voiture à bogies État (en remplacement des caisses en bois) ;
- wagons-tender pour locomotives 141P ;
- wagons-tender pour la Deutsche Reischbahn.